# Ellenőr (napilap, 1869–1882)
Az Ellenőr politikai napilap volt Pesten. Csernátony Lajos indította meg 1869. március 1-jén, aki a lap szerkesztője és kiadó-tulajdonosa volt; 1877. február 6-ától  Palásthy Sándor, 1878. augusztus 13-án pedig Hindy Árpád  vette át a szerkesztést. 1881. december 15-étől  Láng Lajos volt a lapvezér. 1877. április 15-étől esti kiadásban is megjelent. Fekete Ignác 1882-ben lett a lap munkatársa. Amikor 1882. augusztus 31-én  A Honnal egyesült, az Ellenőr megszűnt és a két lap Nemzet címmel jelent meg ismét.